# François Garde
François Garde (* 1959 in Le Cannet, Département Alpes-Maritimes, Frankreich) ist ein französischer Autor und ein hoher Beamter.

## Leben
Nach seinem Abschluss im Jahre 1984 an der École nationale d’administration ging Garde als stellvertretender Secrétaire général (Verwaltungsbeamter) nach Neukaledonien im Pazifik und arbeitete dort von 1991 bis 1993. Von 2000 bis 2004 war er der Oberste Verwalter (Administrateur supérieur) der französischen Terres australes et antarctiques. Er kehrte im Jahre 2009 für ein Jahr als Secrétaire général nach Neukaledonien zurück. Seither war er Vizepräsident des Verwaltungsgerichts in Dijon in Burgund und danach des Verwaltungsgerichts in Grenoble.
Garde begann im Alter von mehr als vierzig Jahren zu schreiben und hat seit 2003 verschiedene Sachbücher und drei Romane veröffentlicht. Drei seiner Werke wurden inzwischen in deutscher Sprache verlegt.

## Veröffentlichungen
- Les Institutions de la Nouvelle-Calédonie. Éditions L’Harmattan, collection «Mondes Océaniens», Paris 2003, ISBN 2-7475-1064-6.
- Paul-Émile Victor et la France de l’Antarctique. Louis Audibert Éditions, Paris 2006, ISBN 2-84749-067-1.
- La Balaine dans tous ses états. Èditions Gallimard, collections «Blanche», Paris 2015, ISBN 978-2-07-014865-3.
  - deutsch von Thomas Schultz: Das Lachen der Wale. Eine ozeanische Reise. Beck, München 2016, ISBN 978-3-406-68957-4.[1]
- Ce qu’il advint du sauvage blanc. Éditions Gallimard, Paris 2012, ISBN 978-2-07-013662-9.
  - deutsch: Was mit dem weißen Wilden geschah. Beck, München, ISBN 978-3-406-66304-8.
- Pour trois couronnes. Éditions Gallimard, Paris 2013, ISBN 978-2-07-014187-6.
- Roi par effraction. Gallimard, Paris 2019, ISBN 978-2-072-85015-8.
  - deutsch von Thomas Schultz: Der gefangene König. Beck, München, ISBN 978-3-406-76665-7.

## Preise und Auszeichnungen
- 2012: Prix Goncourt du premier roman für Ce qu’il advint du sauvage blanc.
- 2012: Grand prix Jean-Giono für denselben Roman.
- 2012: Prix Edmée-de-la-Rochefoucauld dito.
- 2012: Prix Emmanuel-Roblès dito.
- 2012: Prix Amerigo-Vespucci dito.